# Арго (Алабама)
Арго (англ. Argo) — місто (англ. town) в США, в округах Сент-Клер і Джефферсон штату Алабама. Населення — 4368 осіб (2020).

## Географія
Арго розташоване за координатами 33°41′28″ пн. ш. 86°30′20″ зх. д. / 33.69111° пн. ш. 86.50556° зх. д. (33.691132, -86.505436).  За даними Бюро перепису населення США в 2010 році місто мало площу 28,05 км², з яких 27,90 км² — суходіл та 0,15 км² — водойми.

## Демографія
Згідно з переписом 2010 року, у місті мешкала 4071 особа в 1393 домогосподарствах у складі 1155 родин. Густота населення становила 145 осіб/км².  Було 1492 помешкання (53/км²).
Расовий склад населення:
| - 94,1 % — білих - 3,6 % — чорних або афроамериканців - 0,4 % — корінних американців - 0,3 % — азіатів - 0,1 % — вихідців з тихоокеанських островів |

До двох чи більше рас належало 1,3 %. Частка іспаномовних становила 0,5 % від усіх жителів.
За віковим діапазоном населення розподілялося таким чином: 29,2 % — особи молодші 18 років, 62,7 % — особи у віці 18—64 років, 8,1 % — особи у віці 65 років та старші. Медіана віку мешканця становила 34,6 року. На 100 осіб жіночої статі у місті припадало 99,6 чоловіків;  на 100 жінок у віці від 18 років та старших — 97,1 чоловіків також старших 18 років.
Середній дохід на одне домашнє господарство  становив 67 228 доларів США (медіана — 57 212), а середній дохід на одну сім'ю — 76 679 доларів (медіана — 79 342). За межею бідності перебувало 8,6 % осіб, у тому числі 2,6 % дітей у віці до 18 років та 12,5 % осіб у віці 65 років та старших.
Цивільне працевлаштоване населення становило 2053 особи. Основні галузі зайнятості: роздрібна торгівля — 18,6 %, освіта, охорона здоров'я та соціальна допомога — 17,1 %, фінанси, страхування та нерухомість — 16,2 %.